# فلیگنده بلتر

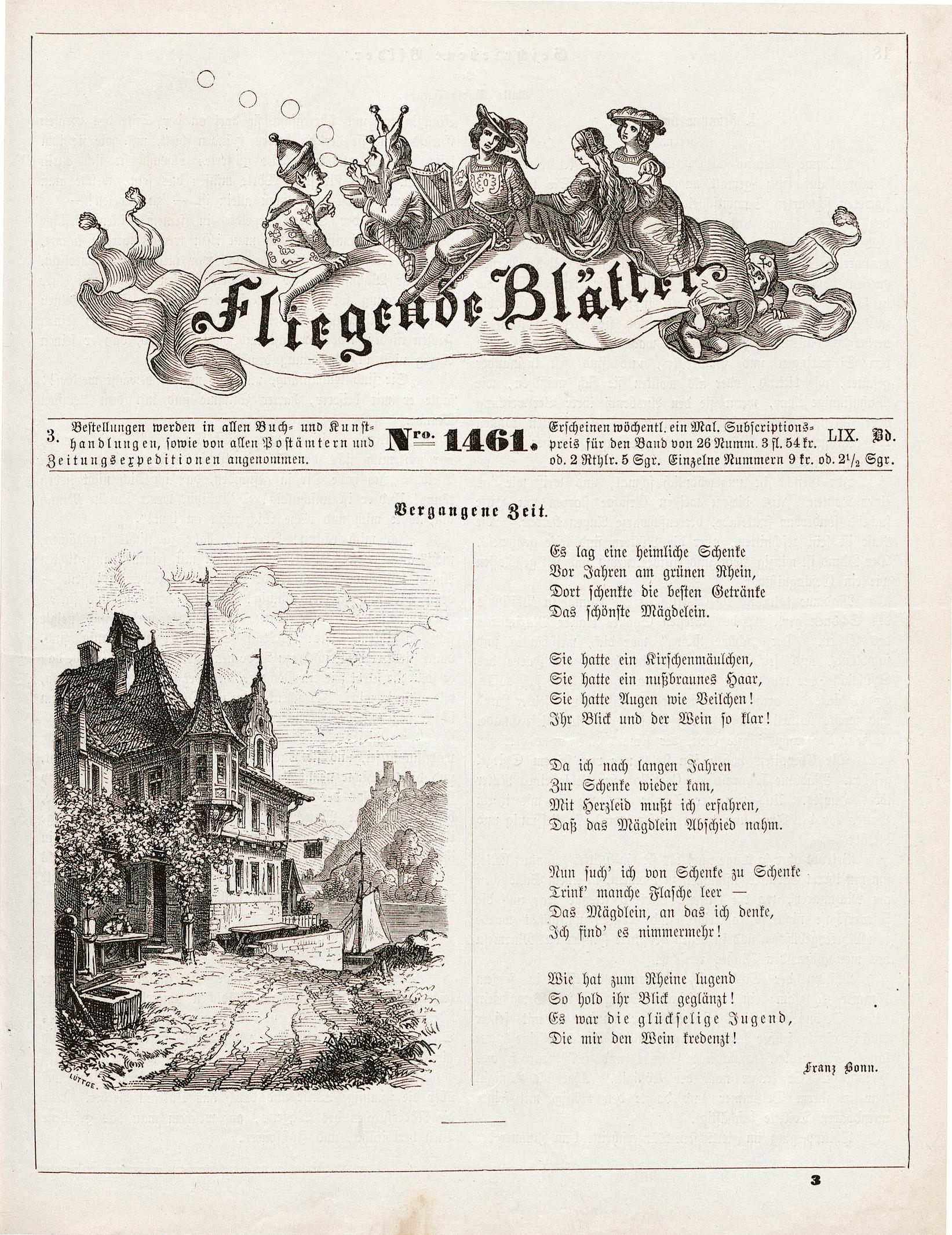
صفحهٔ اول یک شمارهٔ بلتر از سال ۱۸۷۳ میلادی

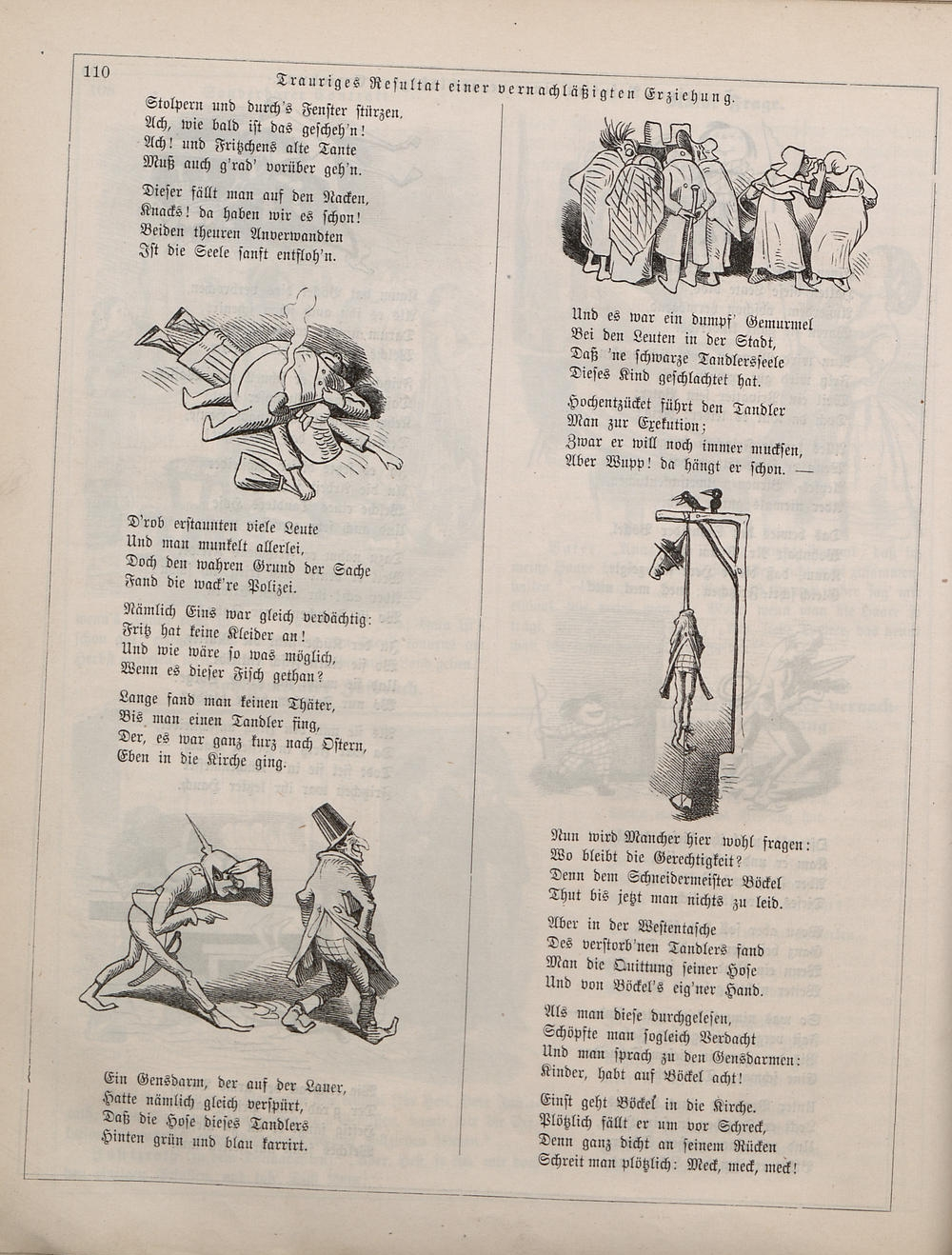
صفحه‌ای از سال ۱۸۶۰ میلادی، با تصویرسازی از: ویلهلم بوش

فلیگنده بلتر (به آلمانی: Fliegende Blätter) (به معنی: «برگ‌های پرواز»؛ همچنین به عنوان «صفحات پرنده» یا «ورق‌های شل» ترجمه شده‌ است) یک هفته‌نامۀ آلمانی طنز و هجو بود که بین سال‌های ۱۸۴۵ و ۱۹۴۴ میلادی در مونیخ منتشر می‌شد. بسیاری از تصویرسازی‌ها توسط هنرمندان مشهوری مانند: ویلهلم بوش، کُنت فرانتس پوچی، هرمان فوگل، کارل اشپیتسوگ، یولیوس کلینگر، ادموند هاربورگر، آدولف اوبرلندر و دیگران انجام شده‌ است. این کتاب توسط فرلاگ براون و اشنایدر منتشر شد، یک شرکت متعلق به حکاک چوب کاسپار براون و تصویرگر فریدریش اشنایدر. این کتاب که هدف آن بورژوازی آلمان بود، تا سال ۱۸۹۵ میلادی به حداکثر تیراژ حدود ۹۵٬۰۰۰ نسخه رسید. در سال ۱۹۲۸ میلادی با یک رقیب به نام مگندورفر-بلتر ادغام شد و تا سال ۱۹۴۴ میلادی با نام فلیگنده بلتر اوند مگندورفر-بلتر توسط شرایبر-فرلاگ در اسلینگن آم نکا منتشر شد.

## نمونۀ تصویرسازی‌ها

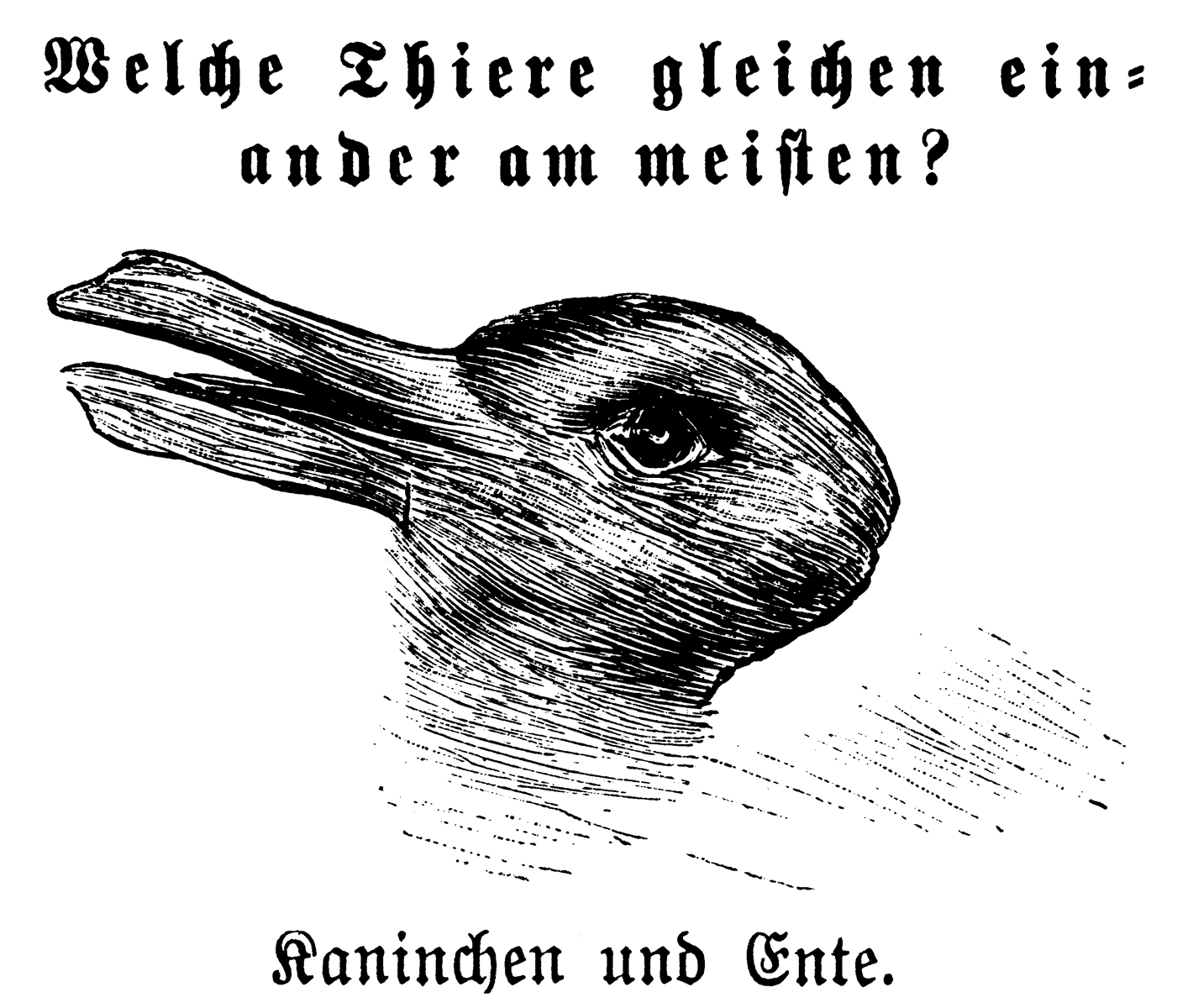
اولین نمونۀ شناخته شده از توهم خرگوش–اردک، تصویرسازی ناشناس از شماره ۲۳ اکتبر ۱۸۹۲ میلادی
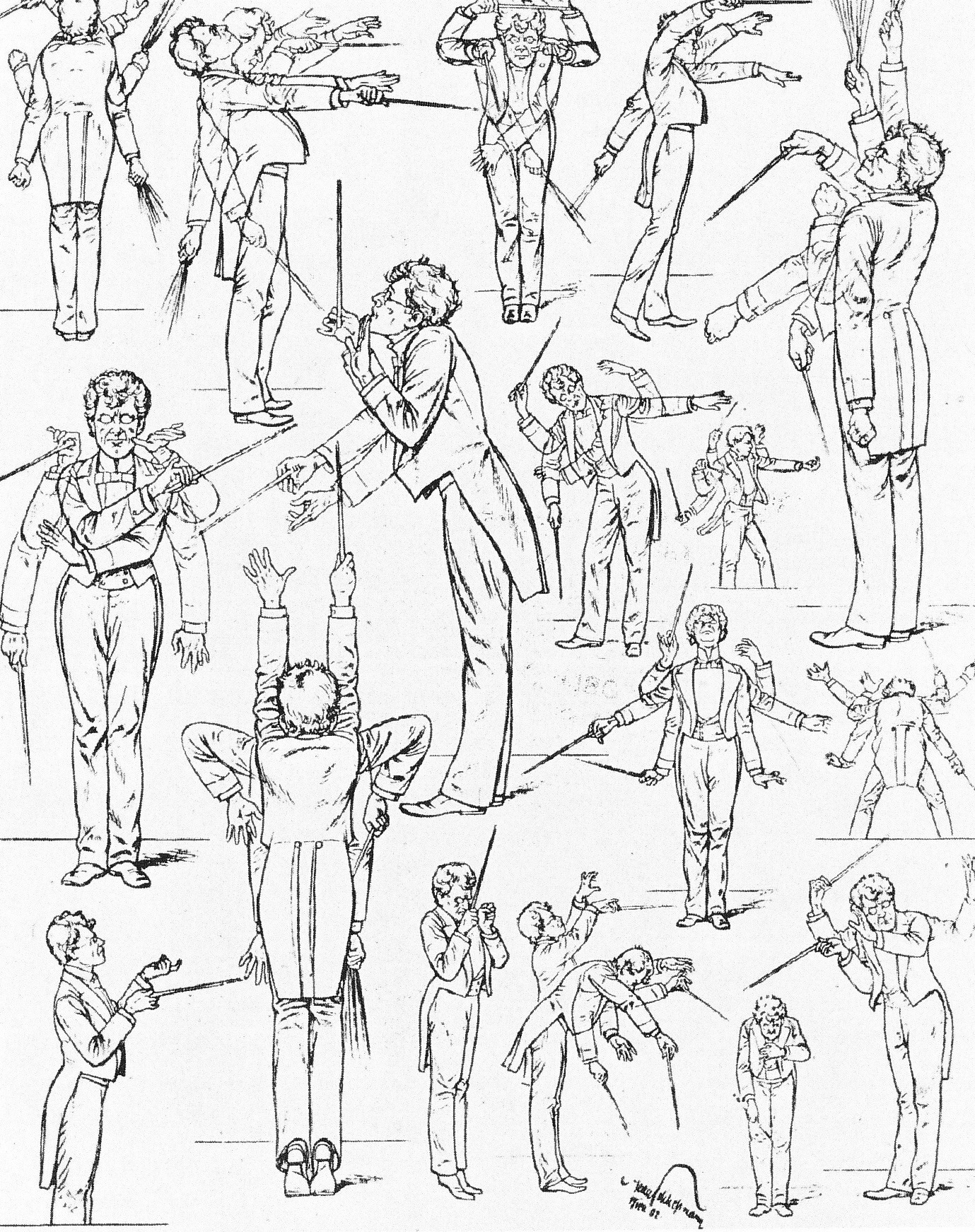
رهبری مالر، تصویرسازی از: هانس شلیسمان [de]، ۱۹۰۱ میلادی
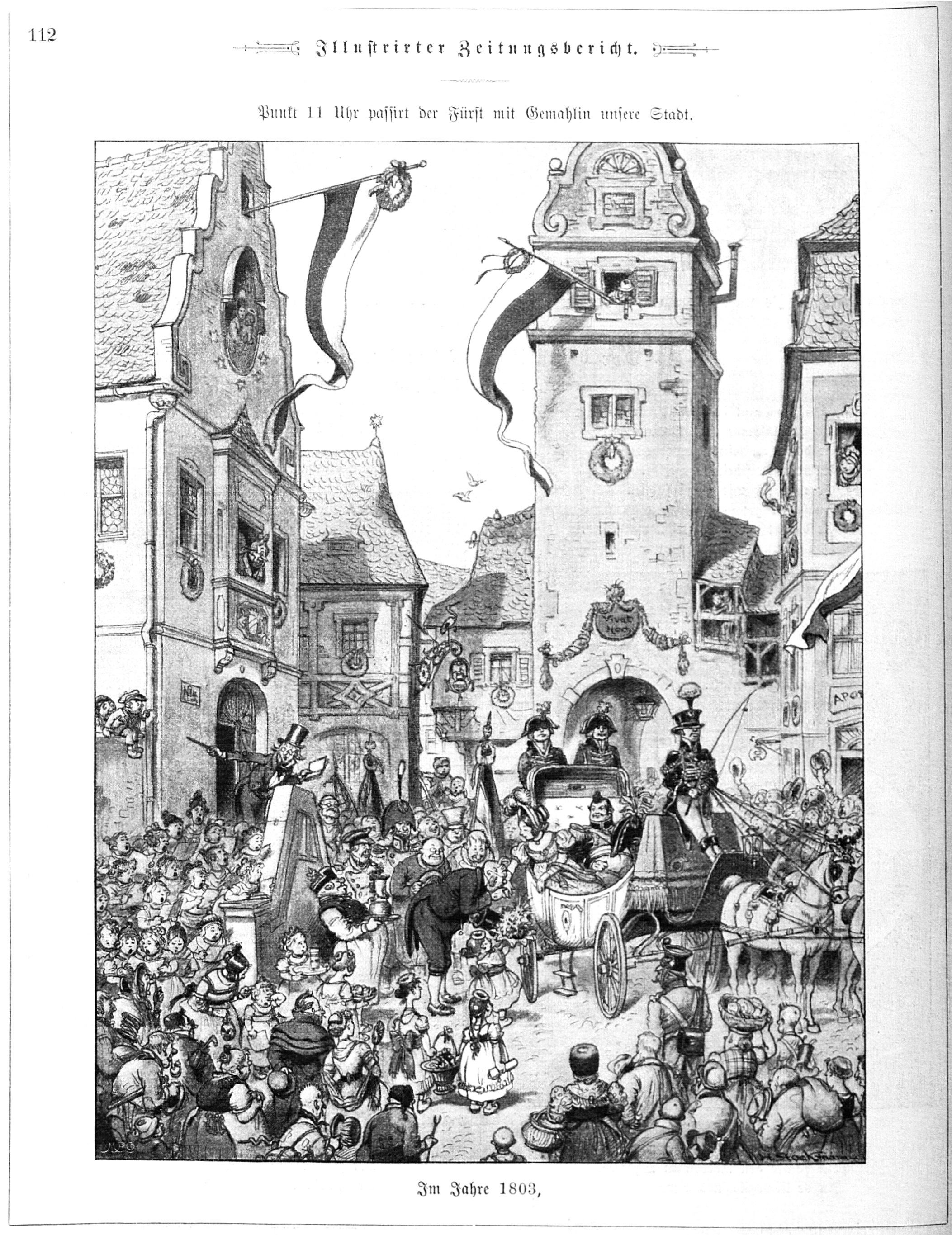
تصویرسازی از: هرمان اشتوکمان [de]، ۱۹۰۳ میلادی
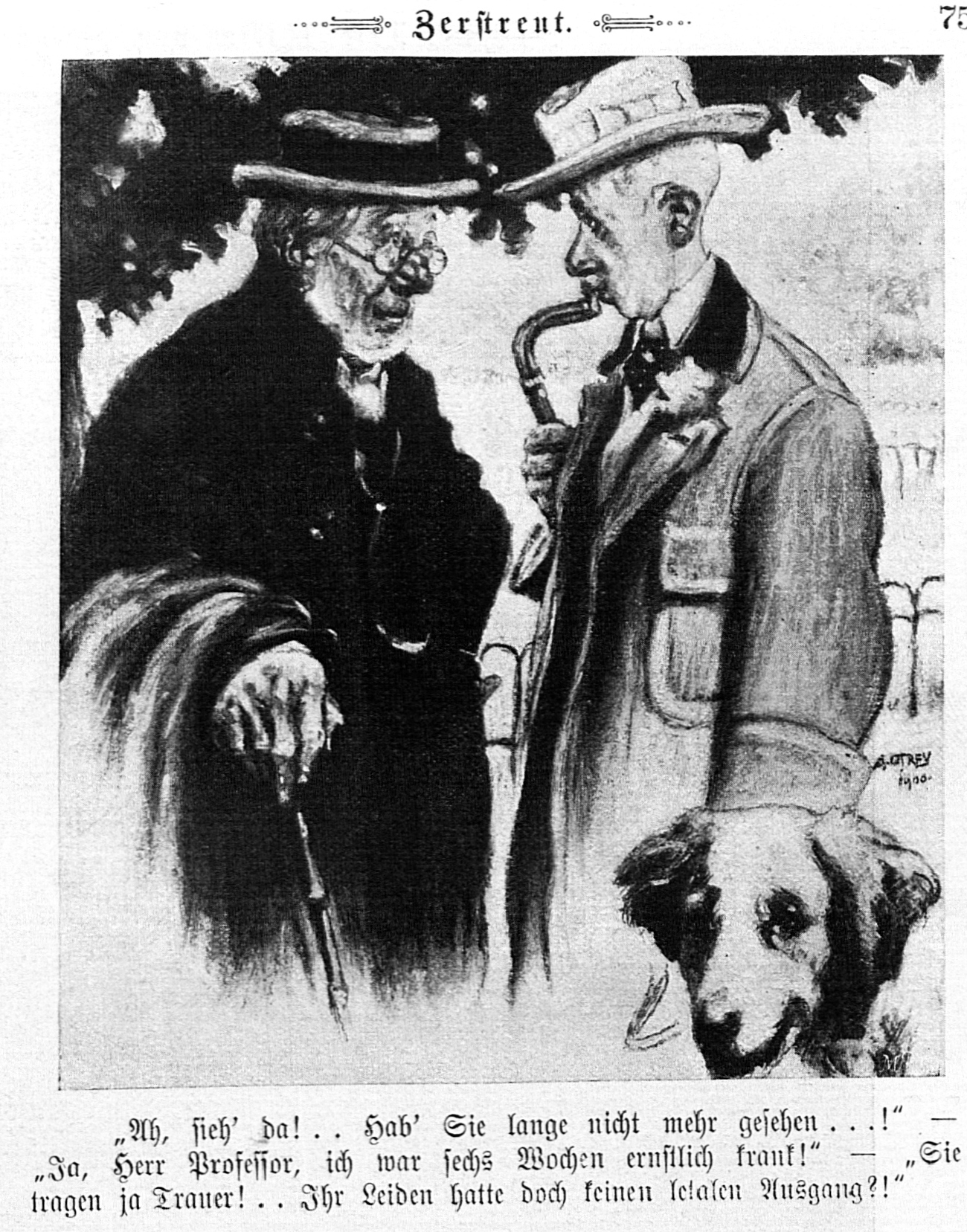
تصویرسازی از: الکساندر اوتری (۱۹۳۹–۱۸۷۷)، ۱۹۰۳ میلادی